# رویال تلنز
رویال تلنز (انگلیسی: Royal Talens) شرکت مصالح ساختمانی هلندی است، که در سال ۱۸۹۹ تأسیس شد.